# 375 (numero)
Trecentosettantacinque (375) è il numero naturale dopo il 374 e prima del 376.

## Proprietà matematiche
- È un numero dispari.
- È un numero composto con 8 divisori: 1, 3, 5, 15, 25, 75, 125, 375. Poiché la somma dei divisori (escluso il numero stesso) è 249 < 375, è un numero difettivo.
- È un numero 126-gonale.
- È un numero di Harshad (in base 10), cioè è divisibile per la somma delle sue cifre.
- È parte delle terne pitagoriche (105, 360, 375), (132, 351, 375), (200, 375, 425), (225, 300, 375), (375, 500, 625), (375, 900, 975), (375, 1540, 1585), (375, 2800, 2825), (375, 4680, 4695), (375, 7808, 7817), (375, 14060, 14065), (375, 23436, 23439) , (375, 70312, 70313).
- È un numero congruente.

## Astronomia
- 375P/Hill è una cometa periodica del sistema solare.
- 375 Ursula è un asteroide della fascia principale del sistema solare.

## Astronautica
- Cosmos 375 è un satellite artificiale russo.